# A. J. Cronin
Archibald Joseph Cronin (n. 19 iulie 1896, Cardross⁠(d), Argyll and Bute, Scoția, Regatul Unit al Marii Britanii și Irlandei – d. 6 ianuarie 1981, Montreux, cantonul Vaud, Elveția) a fost un medic și scriitor din Scoția. Cele mai cunoscute lucrări ale sale sunt: Castelul Pălărierului, Sub stele (ecranizat), Citadela, Cheile Împărăției și Anii tinereții, toate acestea fiind ecranizate. El a creat și personajul dr. Finlay, eroul unei serii de povestiri care a servit ca model pentru serialul radiofonic și de televiziune Dr. Finlay's Casebook difuzat de BBC.
A practicat medicina, în special în comunitățile miniere, dar a renunțat din cauza sănătății precare.

## Opera literară
Romane de caracter dezvăluind de pe poziții critice conflicte sociale, inspirate uneori din lumea medicală, notabile prin tehnica solidă
- 1931: Castelul pălărierului (Hatter's Castle);
- 1932: Trei iubiri (Three Loves);
- 1933: Gran Canaria (Grand Canary);
- 1935: Sub stele (The Stars Look Down);
- 1935: Doamna cu garoafe (Lady with Carnations);
- 1937: Citadela (The Citadel);
- 1940: Jupiter râde (Jupiter Laughs), operă teatrală;
- 1941: Cheile împărăției (The Keys of the Kingdom);
- 1942: Anii de tinerețe (The Green Years), roman autobiografic;
- 1948: Calea lui Shannon (Shannon's Way);
- 1950: Grădinarul spaniol (The Spanish Gardener);
- 1952: O aventură în două lumi (Adventure in Two Worlds), autobiografie;
- 1953: Dincolo de locul acesta (Beyond This Place);
- 1958: Lumina Nordului (The Northern Light).